# Margaret Quainoo
Margaret Quainoo, còn được gọi là Araba Stamp, là một nữ diễn viên người Ghana đã qua đời năm 2006. Cô được xuất hiện trong bộ phim kinh điển I Told You So năm 1970 và trong loạt phim truyền hình Efiewura.

## Đóng phim
- Buổi hòa nhạc Keysoap
- I Told You So
- Efiewura